# Salon des Amateurs

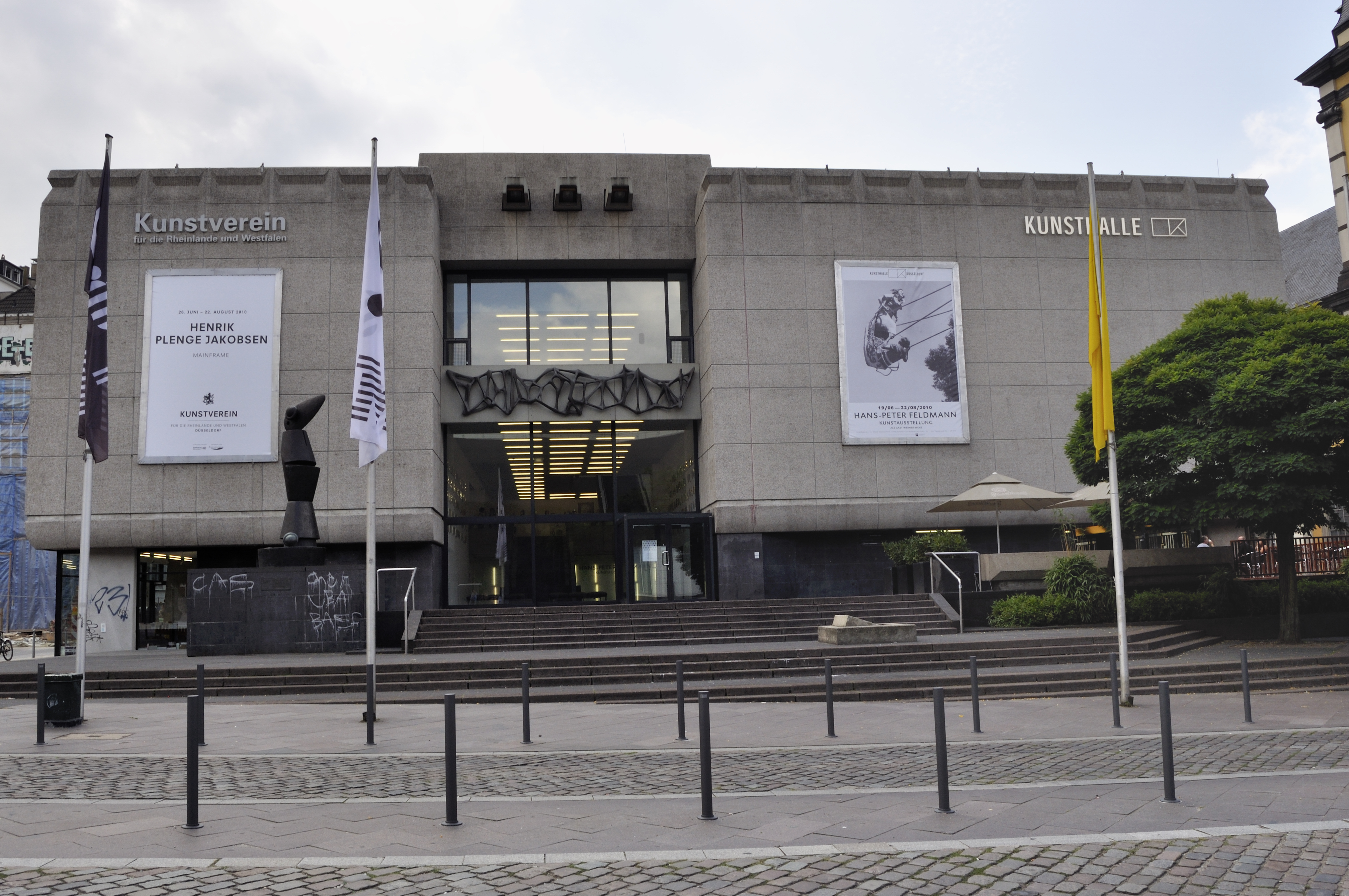
Gebäude der Kunsthalle Düsseldorf mit dem Eingang zum Salon des Amateurs (rechts neben dem Haupteingang der Kunsthalle)

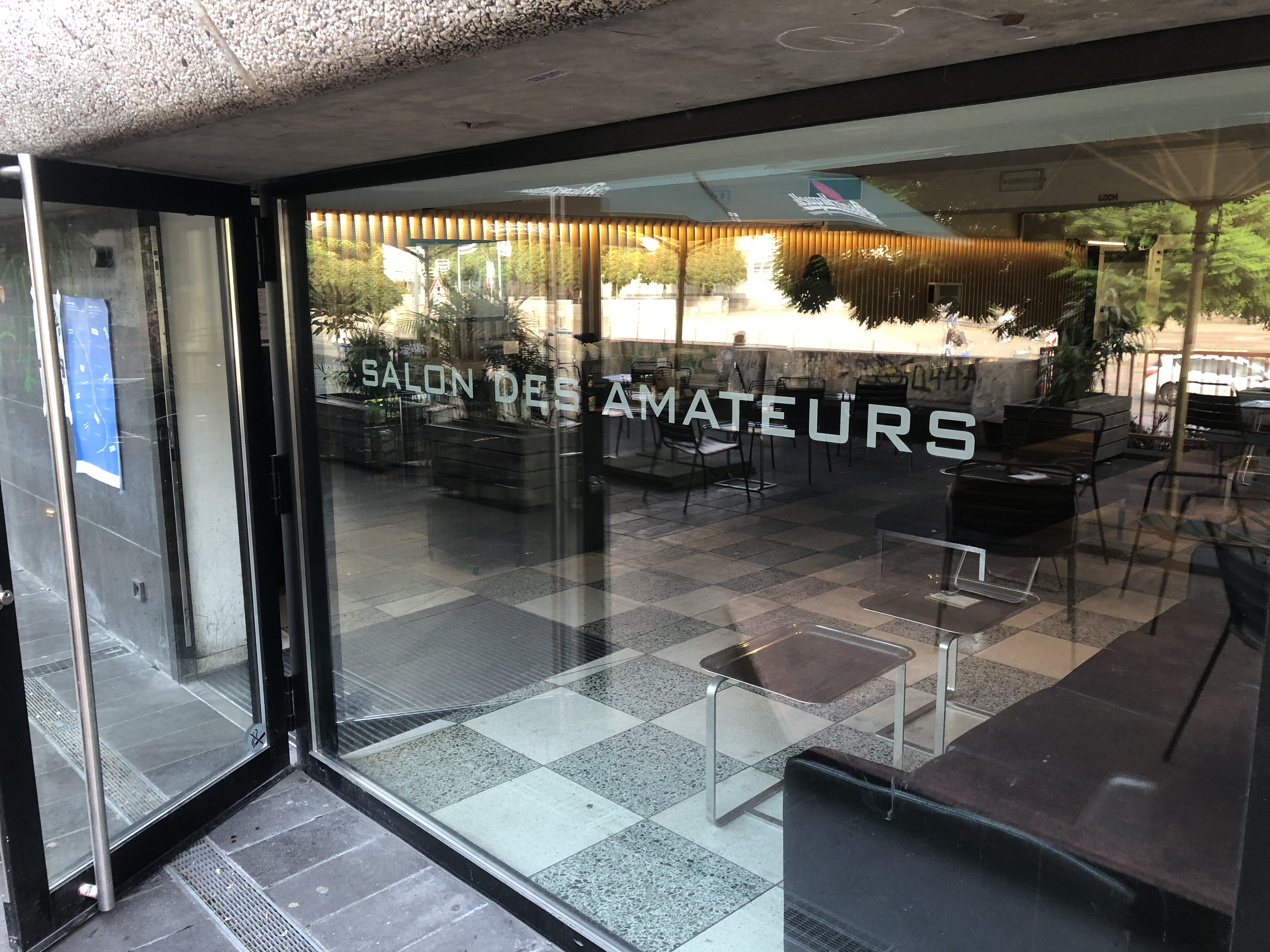
Eingang

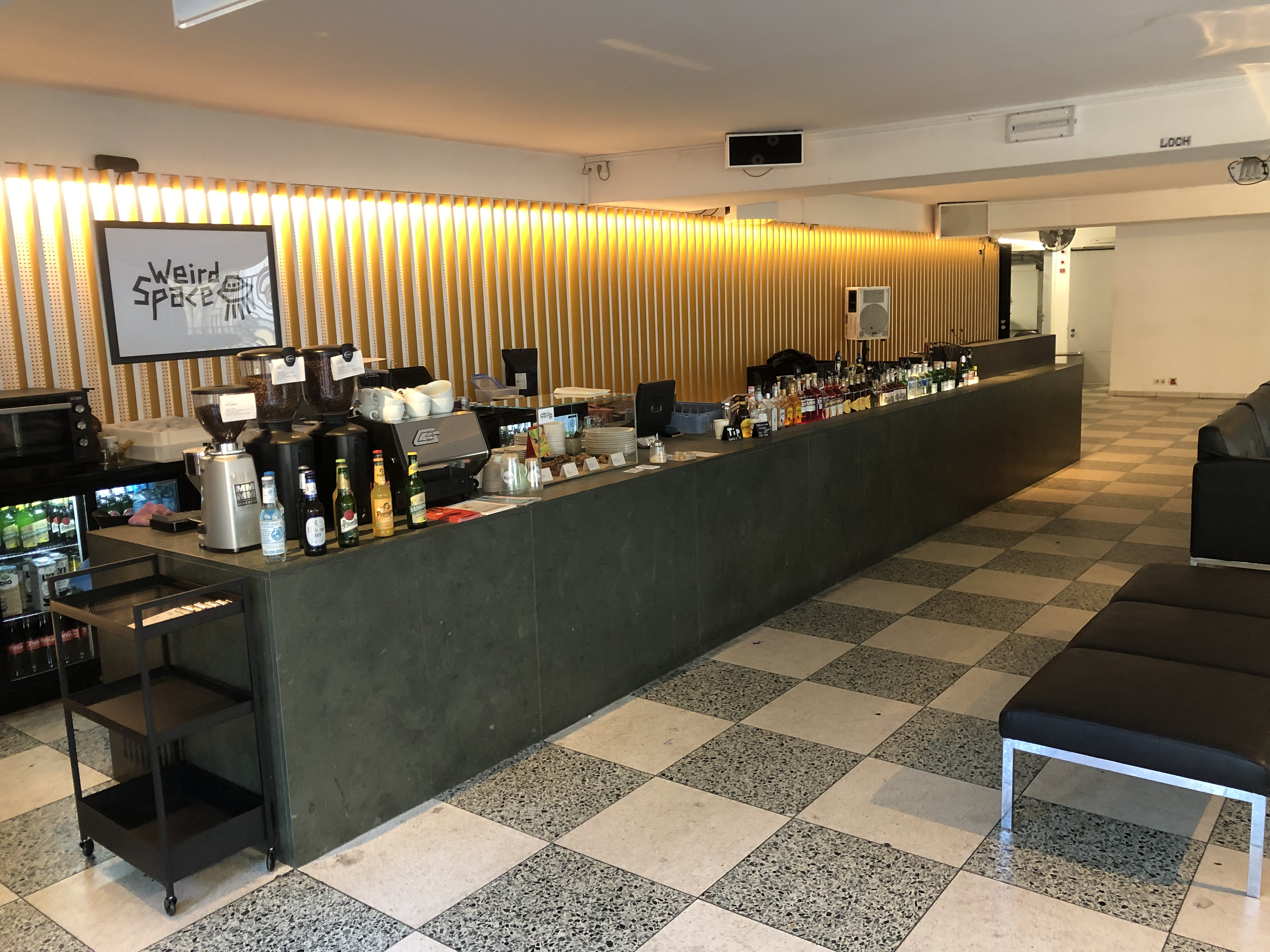
Bar

Der Salon des Amateurs ist eine Lounge und ein Musik-Club im Gebäude der Kunsthalle Düsseldorf. Als Nachtclub für avantgardistische Musik, insbesondere für Liveacts Elektronischer und Neuer Improvisationsmusik, wurde die am Grabbeplatz in der Düsseldorfer Altstadt gelegene Bar überörtlich bekannt. Sie war von November 2018 bis Dezember 2019 geschlossen.

## Geschichte und Gestaltung
Der Salon des Amateurs wurde im Jahr 2004 von den Künstlern Stefano Brivio, Aron Mehzion und Detlef Weinrich gegründet, alle drei ehemalige Studenten der Kunstakademie Düsseldorf. Das Lokal erhielt seinen Namen in Anlehnung an die Société des Artistes Français und den von ihr veranstalteten Salon des Indépendents als Parallelveranstaltung zum Salon de Paris. Der Namensbestandteil des Amateurs (französisch „der Liebhaber“) verweist auf die Konzepte der Liebhaberei
und der Improvisation sowie die Zielsetzung, auch Amateuren, Neulingen und Underground Raum für künstlerische Auftritte zu geben.
Die Innenarchitektur entwickelten Marie-Céline Schaefer (* 1967), Karsten Weber (* 1965) und Jo Meyer (* 1966), damals Mitglieder des Architekturbüros rheinflügel, das von der Stadt Düsseldorf bereits Ende der 1990er Jahre den Sanierungsauftrag für das Gebäude der Kunsthalle erhalten hatte. Sie gestalteten den 17 Meter langen, sieben Meter breiten und 2,5 Meter hohen ehemaligen Ausstellungsraum im Stil einer modernistischen Lounge der 1970er Jahre. Der sieben Meter lange Bar-Tresen aus dunkelgrünem Anröchter Stein nimmt etwa ein Drittel des rund 150 Personen fassenden, schlauchartigen Raums ein und erstreckt sich vor einer raumhohen, speziell beleuchteten Lamellenwand, die ein Vorbild des russischen Konstruktivisten El Lissitzky nachahmt. Den Fußboden bildete nach dem innenarchitektonischen Konzept rheinflügels ursprünglich ein Teppichboden aus hell- und dunkelgrünen Schachbrett-Feldern. Nach einem Wasserschaden führte die Stadt Düsseldorf bis Oktober 2019 eine einjährige Sanierung „im Sinne des Ursprungszustandes des Salons“ durch, bei der sie die wesentlichen Gestaltungselemente beibehielt. Der Fußboden wurde durch helle Betonsteine ersetzt. Sie weisen eine Terrazzo-Optik auf und wurden im Schachbrettmuster verlegt. Die Beleuchtung wurde so erneuert, dass verschiedene Lichtstimmungen erzeugt und Akzente je nach Nutzung unterschiedlich gesetzt werden können. Alle Leuchten wurden zudem gegen LEDs ausgetauscht.
2011 und 2013 benannte der Musiker Volker Bertelmann Studioalben nach dem Salon des Amateurs. Im Jahr 2015 wurde der Salon des Amateurs im Online-Portal The Guardian als einer der besten 25 Clubs in Europa gewählt. Das Reiseportal hostelworld.com kürte das Lokal 2017 zu einem der 20 besten Nachtclubs der Welt.

## Veranstaltungen

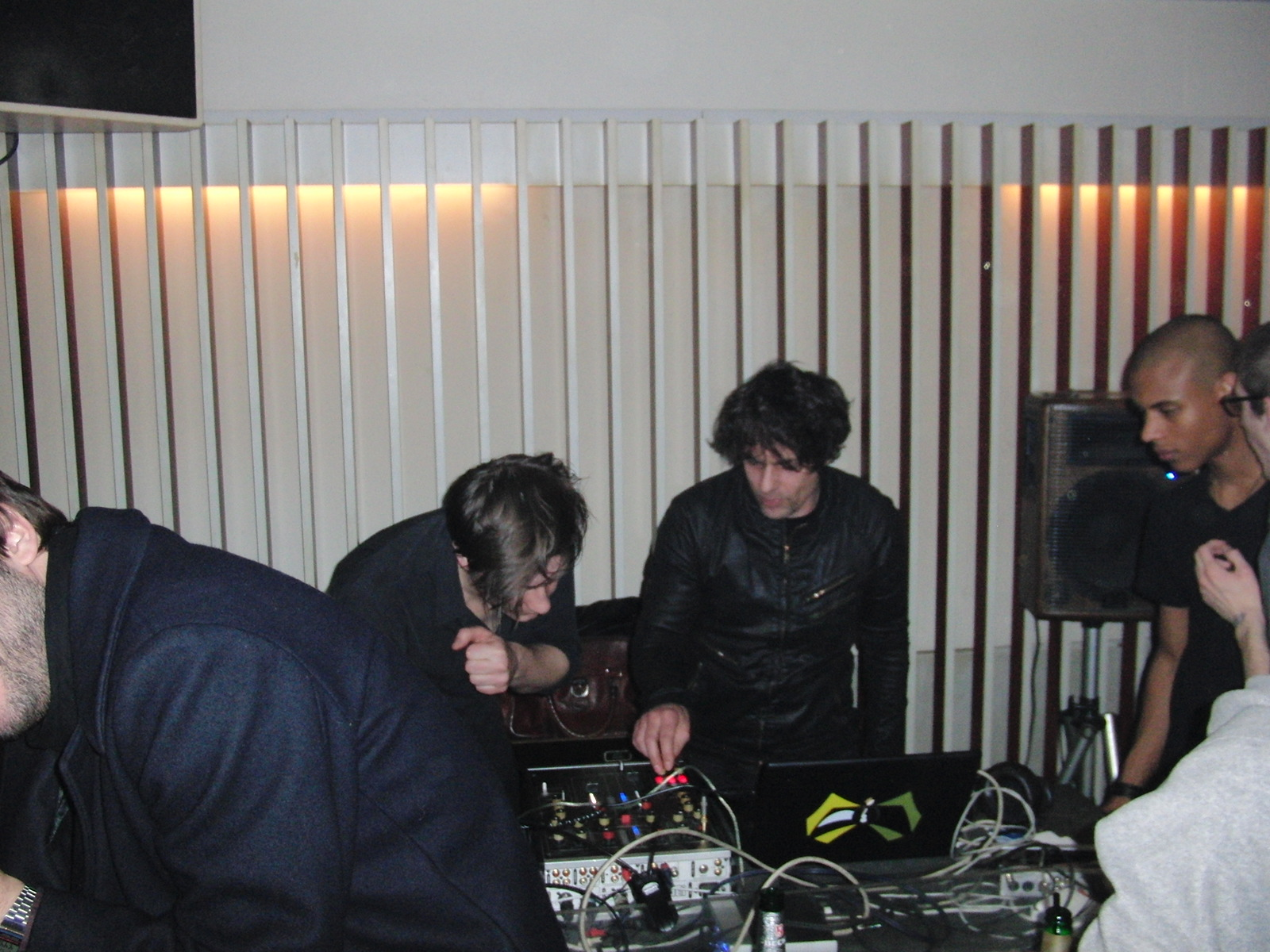
Mouse on Mars im Salon des Amateurs, 16. Januar 2010

Während der Salon des Amateurs tagsüber als Museumscafé und Künstlerbar unter dem Label Weird Space eine eher ruhige Atmosphäre ausstrahlt, fungiert er abends und in der Nacht als quirliger Treffpunkt einer künstlerisch interessierten Szene und als Veranstaltungsort für ein Kulturprogramm abseits des Mainstreams, welches nicht nur aus Elektronischer Musik und avantgardistischen Klavierkonzerten besteht, sondern auch Filmnächte und außergewöhnliche Bühnenshows anbietet. Auf den Plattenteller kommen insbesondere Raritäten aus den Strömungen der jüngeren Musikgeschichte. Ab 2005 veranstaltete der Salon des Amateurs in Zusammenarbeit mit der Filmwerkstatt Düsseldorf insbesondere das Approximation Festival, ein experimentelles Kulturprogramm aus Konzerten, Filmvorführungen und Vorträgen.
Zu den lokalen und internationalen Künstlern und Gruppen, die in dem Lokal auftraten, zählen Chris Abrahams, Acid Pauli, Poppy Ackroyd, Alexander Bălănescu, Nik Bärtsch, Jonathan Bepler, Steve Beresford, Johanna Borchert, Tony Buck, Matti Bye, Sylvain Chauveau, Philip Corner, Benoît Delbecq, Loco Dice, Maya Dunietz, Jakobus Durstewitz, Ludovico Einaudi, Ensemble Modern, John Kameel Farah, Pierre Favre, Nils Frahm, Cor Fuhler, Susanna Gartmayer, Howe Gelb, Goldmund, Grandbrothers, Grimes, Hauschka, Frida Hyvönen, Vladimir Ivkovic, Jan Jelinek, Jóhann Jóhannsson, Zoë Keating, Kronos Quartet, Pamela Kurstin, Magda Mayas, Lubomyr Melnyk, Wim Mertens, Momus, Barbara Morgenstern, Mouse on Mars, múm, Andrea Neuman, Michael Nyman, Dustin O’Halloran, Moritz von Oswald, Charlemagne Palestine, Phantom/Ghost, Tonia Reeh, Steve Reich, Mense Reents, Max Richter, Eve Risser, Ryūichi Sakamoto, Marcus Schmickler, Irène Schweizer, Jan Schulte, Matthew Shipp, Aki Takase, John Tilbury, To Rococo Rot, Francesco Tristano, Wolfgang Voigt, Bugge Wesseltoft, Lena Willikens und Salon-Geschäftsführer Detlef Weinrich selbst (Mitglied der Band Kreidler und solo als Tolouse Low Trax).